# Elysius pretiosa
Elysius pretiosa är en fjärilsart som beskrevs av Jörgensen 1935. Elysius pretiosa ingår i släktet Elysius och familjen björnspinnare. Inga underarter finns listade i Catalogue of Life.